# 서식전쟁
서식전쟁(서식간의 저촉, battle of the forms)은 계약에 있어서 청약자와 승낙자가 서로 다른, 자신에게 유리한 양식을 사용하고 협상중 새로운 조건을 추가하는 경우가 많은데 이 경우 계약은 성립한 것인지, 만약에 성립했다면 그 내용은 어떠한지 생기는 문제를 서식전쟁이라 한다.

## 같이 보기
- 미국의 계약법